# Pthirus pubis
La ladilla (Pthirus pubis) es un insecto anopluro ectoparásito de los seres humanos, de entre 1-3 mm de longitud, casi redondo, achatado y de color amarillento. La infestación por ladillas se denomina ftiriasis. Es más probable en verano.

## Contagio
La transmisión se realiza en la mayoría de los casos por contacto sexual, aunque también en ocasiones puede suceder al usar prendas que han estado en contacto con algún portador. Además de la región púbica, también pueden situarse en el cabello, las cejas, las pestañas y el vello axilar y corporal (del pecho o de piernas y brazos, por ejemplo). Sus huevos pueden verse en forma de pequeños puntos blancos pegados al pelo cerca de la piel. El período de incubación de los huevos es de seis a ocho días. En otros idiomas suele denominarse literalmente 'piojo del pubis' o 'piojo púbico'. A diferencia del piojo de la cabeza, son lentas moviéndose, avanzando cada día aproximadamente de uno a diez centímetros.
Se estima que hay más de 1 millón de casos cada año. Las personas que tienen más relaciones sexuales con diferentes personas corren un riesgo más alto de contraer piojos púbicos[cita requerida].

## Síntomas
Las ladillas se alimentan de sangre por lo menos cincuenta veces al día, lo que ocasiona un prurito muy molesto que puede hacer que el infectado se rasque provocando irritación e infección de la piel. Cada cinco días aproximadamente, la hembra pone entre diez y quince huevos blancos (las liendres), que tardan una semana en incubar. Cada día se pueden mover aproximadamente un centímetro. En la ropa interior suelen aparecer unas manchas de color marrón/rojizo debido a las pequeñas gotas de sangre de las picaduras.
En algunos individuos, la infestación es asintomática o se manifiesta de forma sutil, por lo que pueden transmitir el parásito al no saber que lo poseen.

## Tratamiento
Existen cremas, champús y lociones que contienen gamma-hexachlorociclohexano o permetrina y que son igualmente eficaces mientras se usen correctamente. Aunque el parásito vive poco tiempo separado del cuerpo, es conveniente cambiar sábanas, toallas y ropas para evitar la reinfestación. Es recomendable encerrar  en bolsas aisladas toda la ropa y sábanas  recién usadas antes de aplicar el tratamiento para que los liendres no sobrevivan. A los sujetos diagnosticados de ladillas, se les recomienda comentar su infestación con sus parejas sexuales con objeto de frenar epidemias. La reinfestación puede suscitarse, ya que una vez que las ladillas han sido separadas del cuerpo, pueden sobrevivir hasta 24 horas, mientras que los huevos o liendres hasta seis días, por lo que una vez curado se debe repetir el tratamiento de 7 a 10 días después para eliminar los huevos que hayan quedado, ya que en 7 a 10 días se convierten en ladillas. Por esta razón se debe desinfectar una semana después de la primera limpieza.

## Formas de evitar el contagio con ladillas
Los preservativos no detienen el contagio de piojos púbicos; la forma de prevención es asegurar que la pareja de relaciones sexuales no tenga ladillas. El parásito es capaz de vivir poco tiempo sin contacto con el cuerpo humano. Sin embargo, es conveniente no usar ropa o sábanas de otras personas.

## Origen
El estudio genético más reciente indica que la ladilla se relaciona con el piojo endémico del gorila, Pthirus gorillae, y que pudo haber pasado a los homínidos tempranos desde los ancestros de los gorilas, hace varios millones de años. Hasta ahora se pensaba que habían divergido en el propio humano.